# Deutsche Fußballmeisterschaft der A-Junioren 1976/77
Die deutsche Fußballmeisterschaft der A-Junioren 1977 war die 9. Auflage dieses Wettbewerbes. Meister wurde der MSV Duisburg, das im Finale VfB Stuttgart mit 2:1 besiegte.

## Teilnehmende Mannschaften
An der A-Jugendmeisterschaft nahmen die 16 Landesverbandsmeister teil.
| Regionalverband Nord | Regionalverband West                                                                   | Regionalverband Südwest                                                                    | Regionalverband Süd | Berlin               |
| --- | -------------------------------------------------------------------------------------- | ------------------------------------------------------------------------------------------ | --- | -------------------- |
| - Schleswig-Holstein: Itzehoer SV - Hamburg: FC St. Pauli - Bremen: Werder Bremen - Niedersachsen: Eintracht Braunschweig | - Westfalen: FC Schalke 04 - Mittelrhein: Alemannia Aachen - Niederrhein: MSV Duisburg | - Rheinland: SV Mehring 1921 - Südwest: 1. FSV Mainz 05 - Saarland: SV Röchling Völklingen | - Hessen: FC Burgsolms - Baden: Karlsruher SC - Südbaden: Freiburger FC - Württemberg: VfB Stuttgart - Bayern: 1. FC Nürnberg | - Berlin: SC Staaken |

## Achtelfinale
Hinspiele: Sa/So 11./12.06. Rückspiele: Sa/So 18./19.06.
|                        | Gesamt |                  | Hinspiel | Rückspiel |
| ---------------------- | ------ | ---------------- | -------- | --------- |
| SV Röchling Völklingen | 4:9    | 1. FSV Mainz 05  | 2:5      | 2:4       |
| Eintracht Braunschweig | 04:10  | Freiburger FC    | 1:4      | 3:6       |
| MSV Duisburg           | 5:1    | SV Werder Bremen | 2:0      | 3:1       |
| Alemannia Aachen       | 01:14  | 1. FC Nürnberg   | 1:6      | 0:8       |
| SV Mehring 1921        | 2:5    | FC St. Pauli     | 1:1      | 1:4       |
| FC Schalke 04          | 10:00  | SC Staaken       | 3:0      | 7:0       |
| VfB Stuttgart          | 2:1    | Itzehoer SV      | 1:0      | 1:1       |
| Karlsruher SC          | 9:1    | FC Burgsolms     | 3:1      | 6:0       |

## Viertelfinale
Hinspiele: So 26.06. Rückspiele: So 03.07.
|                 | Gesamt          |                | Hinspiel | Rückspiel |
| --------------- | --------------- | -------------- | -------- | --------- |
| 1. FSV Mainz 05 | 5:5 (9:8 i. E.) | Freiburger FC  | 2:1      | 3:4       |
| MSV Duisburg    | 8:4             | 1. FC Nürnberg | 3:2      | 5:2       |
| FC St. Pauli    | 03:12           | FC Schalke 04  | 1:7      | 2:5       |
| VfB Stuttgart   | 5:3             | Karlsruher SC  | 2:3      | 3:0       |

## Halbfinale
Hinspiele: So 10.07. Rückspiele: So 17.07.
|                 | Gesamt |               | Hinspiel | Rückspiel |
| --------------- | ------ | ------------- | -------- | --------- |
| FC Schalke 04   | 4:6    | VfB Stuttgart | 4:4      | 0:2       |
| 1. FSV Mainz 05 | 4:5    | MSV Duisburg  | 4:1      | 0:4       |

## Finale
| MSV Duisburg                                                            | MSV Duisburg | VfB Stuttgart | VfB Stuttgart |
| ----------------------------------------------------------------------- | --- | --- | ------------- |
| MSV Duisburg                                                            | \| Sonnabend, 23. Juli 1977 um 16:00 Uhr in Mannheim (Stadion am Alsenweg) \| \| Ergebnis: 2:1 (1:1) \| \| Zuschauer: 8.000 \| \| Schiedsrichter: Volker Roth (Salzgitter) \|                                                                     | \| Sonnabend, 23. Juli 1977 um 16:00 Uhr in Mannheim (Stadion am Alsenweg) \| \| Ergebnis: 2:1 (1:1) \| \| Zuschauer: 8.000 \| \| Schiedsrichter: Volker Roth (Salzgitter) \|                                                            | VfB Stuttgart |
| MSV Duisburg                                                            | Peter Strozyk – Michael Brocker – Ralf Hörstgen, Peter Fenten, Michael Jakobs – Ralf Quabeck, Thomas Klein , Jürgen Ulitzka (75. Uwe Vengels) – Frank Jasinek, Frank Schrafen, Werner Buttgereit (46. Klaus Wuschka) Cheftrainer: Rolf Schafstall | Uwe Greiner – Dietmar Grabotin – Schroettge, Darko Toth, Jürgen Holzwarth – Dieter Wohlfarth (65. Dietmar Hohn), Heinz Hahn (66. Karl-Heinz Kornetzki), Robert Wolf – Frank Elser, Bernd Klotz, Michael Hornung Cheftrainer: Oskar Hartl | VfB Stuttgart |
| MSV Duisburg                                                            | 1:1 Jürgen Ulitzka (44.) 2:1 Jürgen Ulitzka (66.) | 0:1 Bernd Klotz (42.) | VfB Stuttgart |
| Sonnabend, 23. Juli 1977 um 16:00 Uhr in Mannheim (Stadion am Alsenweg) | | |               |
| Ergebnis: 2:1 (1:1)                                                     | | |               |
| Zuschauer: 8.000                                                        | | |               |
| Schiedsrichter: Volker Roth (Salzgitter)                                | | |               |